# بردگپ (کوهرنگ)
بردگپ (کوهرنگ)، روستایی از توابع بخش مرکزی شهرستان کوهرنگ در استان چهارمحال و بختیاری ایران است.

## جمعیت
این روستا در دهستان شوراب تنگزی قرار دارد و براساس سرشماری مرکز آمار ایران در سال ۱۳۸۵، جمعیت آن زیر سه خانوار بوده‌است.